# Due fanciulli
Due fanciulli è un romanzo dello scrittore italiano Marino Moretti pubblicato nel 1922 da Treves e ristampato nel 1950 da Arnoldo Mondadori Editore con il titolo "Il pudore" e con una differente redazione.

## Trama
Mimma e Santino sono amici ma la loro amicizia sarà interrotta dalla lontananza della bambina che preferisce entrare in collegio piuttosto che continuare a vivere in famiglia. I genitori infatti sono in continuo litigio a causa dei tradimenti della madre che verrà in seguito uccisa dal padre.
Dopo poco tempo il padre di Santino, che era rimasto vedovo, si risposa e anche il fanciullo entrerà in collegio.
A distanza di anni si incontrano ma non riusciranno più a ritrovare l'antico rapporto di amicizia.